# Borys Gmyria
Borys Gmyria (ukr. Борис Гмиря; ur. 5 sierpnia 1903, zm. 1 sierpnia 1969) – ukraiński śpiewak operowy, Ludowy Artysta ZSRR (1951), kawaler Orderu Lenina.
W latach 1939–1957 – solista Opery Kijowskiej.

## Literatura
- Митці України: Енциклопедичний довідник. – К., 1992. – С. 164–165.
- Мистецтво України: Біографічний довідник. – К., 1997. – С. 156.